# Cramont
Cramont ist eine nordfranzösische Gemeinde mit 304 Einwohnern (Stand 1. Januar 2022) im Département Somme in der Region Hauts-de-France. Die Gemeinde liegt im Arrondissement Abbeville und ist Teil der Communauté de communes Ponthieu-Marquenterre und des Kantons Rue.

## Geographie
Die Gemeinde liegt rund acht Kilometer östlich von Saint-Riquier wird im Westen vom Verlauf der Römerstraße von Amiens nach Boulogne-sur-Mer, später ein Teilstück des Systems der Chaussée Brunehaut, begrenzt. Zu Cramont gehören die Ortsteile Le Ménage, Les Masures sowie ein Teil des Gehöfts Les Quatre Saisons (teilweise in der Nachbargemeinde Coulonvillers). Im Norden wird das Gemeindegebiet von der Trasse der aufgelassenen Bahnstrecke von Doullens nach Abbeville berührt (jetzt Voie verte). Hier befindet sich auch die Betonpiste eines militärischen Landeplatzes aus dem Zweiten Weltkrieg. Nordwestlich von Le Ménage liegt der Wald Bois de Cramont. Das Gemeindegebiet gehört zum Regionalen Naturpark Baie de Somme Picardie Maritime.

## Geschichte
In dem bereits in gallorömischer Zeit besiedelten Ort befand sich eine römische Villa. 1524 wurde er von den Truppen Kaiser Karls V. niedergebrannt.
In beiden Weltkriegen war die Gegend Basis von Feldflugplätzen, die je nach Dokument unter Conteville, Coulonvillers, Cramont oder Yvrench liefen.
Während des Ersten Weltkriegs im Winter 1915/1916 befand sich ein Feldflugplatz der französischen Fliegertruppe westlich Contevilles.
Nach Ausbruch des Zweiten Weltkriegs wurde zwischen Conteville, Cramont und Yvrench ein Feldflugplatz für die britische Royal Air Force (RAF) angelegt.
Zum Ende des Westfeldzugs der deutschen Wehrmacht wurde er von der Luftwaffe eingenommen und diente in der ersten Junihälfte 1940 für einige Tage als Einsatzbasis von Stab und I. Gruppe des Jagdgeschwaders 54 (S. und I./JG 54), der I. Gruppe des Jagdgeschwaders 76 (I./JG 76) und der I. Gruppe des Jagdgeschwaders 21 (I./JG 21), die alle mit der Bf 109E ausgerüstet waren.
Bei der folgenden Luftschlacht um England lagen hier dann Teile der I. Gruppe des Zerstörergeschwaders 26 (I./ZG 26), deren Bf 110C hier von Juni bis November 1940 aus operierten.
Der Flugplatz wurde ab 1941 nur noch wenig genutzt und war mehrfach Ziel alliierter Luftangriffe. Nach dem Krieg wurde der Flugplatz nicht mehr als solcher genutzt, wobei Teile der Betonpisten noch erhalten sind.

## Einwohner
| 1962 | 1968 | 1975 | 1982 | 1990 | 1999 | 2006 | 2011 |
| ---- | ---- | ---- | ---- | ---- | ---- | ---- | ---- |
| 327  | 337  | 297  | 269  | 262  | 262  | 287  | 303  |

## Sehenswürdigkeiten
- neugotische Kirche Saint-Martin mit schlankem Turm[1]
- Kriegerdenkmal
- Motte mit Erdwall